# Schietpartij in Jacksonville op 17-18 juni 1990
De schietpartij in Jacksonville was een schietpartij in Jacksonville, Florida. James Edward Pough (42) vermoorde elf personen in twee afzonderlijke aanvallen voordat hij zelfmoord pleegde.

## Schietpartij

### Eerste aanvallen
James Edward Pough begon zijn moordpartij in de nacht van 17 juni 1990, om ongeveer 0.50 uur. Gewapend met zijn in een deken gewikkelde M1 karabijn en niet ver van zijn huis, liep hij naar een groep mannen die op een straathoek stonden in het noordwesten van Jacksonville, en doodde Louis Carl Bacon met twee schoten in de borst voordat hij vluchtte. Een paar minuten later viel hij Doretta Drake aan, die met twee andere vrouwen aan het praten was op een lege parkeerplaats, slechts twee blokken verwijderd van de eerste plaats delict. Nadat hij Drake met zijn auto had aangereden en haar op het trottoir had gegooid, stapte Pough uit zijn Buick en doodde haar met een enkel schot in het hoofd voordat hij wegreed.
Korte tijd later schoot en verwondde Pough ook twee jongeren van 17 en 18 jaar oud, nadat hij hen om de weg had gevraagd. Later, op de ochtend van 18 juni, ging Pough een buurtmarkt binnen, bedreigde de klerk met een pistool en eiste, verklarend dat hij niets te verliezen had, al het geld uit de kassa. Nadat hij het geld had gekregen, vertrok hij.

### Schietpartij bij GMAC
Nadat hij de buurtwinkel had beroofd, bezocht hij nog een laatste keer het graf van zijn moeder en belde daarna zijn leidinggevende om te zeggen dat hij niet zou komen werken omdat hij iets anders te doen had. Om ongeveer 10:44 uur parkeerde Pough zijn auto bij een kantoor van GMAC (General Motors Acceptance Corporation) in Jacksonville. Hij ging het gebouw binnen via de voordeur, gewapend met zijn M1 karabijn, een Röhm RG-31 .38-kaliber revolver, verschillende geladen magazijnen en munitie in zijn zakken. Zonder een woord te zeggen begon hij onmiddellijk met de M1 karabijn te schieten op twee klanten bij de balie, waarbij Julia Burgess om het leven kwam en David Hendrix met vier schoten gewond raakte. Terwijl hij door het open kantoor liep, liep hij systematisch van bureau naar bureau en schoot op de GMAC-werknemers, waarbij hij opzettelijk mikte op degenen die zich onder hun bureaus verstopten.
Drew Woods was de eerste die achter zijn bureau werd neergeschoten, gevolgd door Cynthia Perry en Barbara Holland in de buurt, evenals Phyllis Griggs, die gewond raakte. Toen de GMAC-medewerkers zich realiseerden wat er aan de hand was, ontsnapten velen van hen via een achterdeur van het gebouw, terwijl Pough begon te schieten op degenen die dekking zochten. GMAC-medewerkers Janice David, Sharon Hall, Jewell Belote, Lee Simonton, Denise Highfill, Ron Echevarria en Nancy Dill werden ook neergeschoten. Pough zette vervolgens de .38-kaliber revolver tegen zijn hoofd en pleegde zelfmoord. In iets minder dan twee minuten had Pough minstens 28 kogels met zijn karabijn afgevuurd; waarbij 11 van de 85 werknemers op kantoor werden getroffen, evenals de twee klanten. Zes van zijn slachtoffers stierven ter plaatse, terwijl nog eens drie in het ziekenhuis stierven, waarvan de laatste Jewell Belote was, die negen dagen na de schietpartij aan haar verwondingen bezweek.
Bij het doorzoeken van de auto van Pough vond de politie een geladen semi-automatisch machinepistool van 9 mm, twee magazijnen en munitie, evenals twaalf stukken nylon touw, elk met een lengte van 60 cm, wat de politie deed vermoeden dat Pough aanvankelijk de bedoeling had gehad gijzelaars te nemen. Toen de politie bij het huis van Pough arriveerde, was het geplunderd. Ze vonden een kalender met twee rood omcirkelde data: 8 mei, de dag in 1971 dat hij zijn vriend David Lee Pender heeft vermoord, en 18 juni.
GMAC keerde niet mee terug in het kantoorpand maar verhuisde naar een andere locatie.

## Motief
De schietpartij bij GMAC zou een waakactie zijn geweest: GM eiste namelijk de Pontiac Grand Am van Pough terug omdat hij de auto nog niet had afbetaald. Pough had reeds een verleden van geweldsdelicten en privéproblemen, zoals echtscheiding.